# أنطونيو سرفانتس
أنطونيو سرفانتس (بالإسبانية: Antonio Cervantes)‏ مواليد 23 ديسمبر 1945 في كولومبيا، هو ملاكم كولومبي يصنف ضمن فئة وزن الوسط.

## إحصائيات
خاض خلال مسيرته 106 نزالا، فاز في 91 وتعادل في 3 وخسر في 12. فاز بالضربة القاضية في 45 نزالا.

## روابط خارجية
- أنطونيو سرفانتس على موقع بوكس ريك (الإنجليزية) (registration required)